# Callistrato di Afidna
Callistrato, figlio di Callicrate del demo di Afidna (in greco antico: Καλλίστρατος?, Kallístratos; fine V o inizio IV secolo a.C. – 355 a.C.), è stato un politico ateniese.

## Biografia
Nipote di Agirrio e nemico acerrimo di Sparta, nel 378 a.C. propose di ricostituire la lega marittima ateniese, ma nel 371 a.C. fu favorevole all'alleanza con Sparta contro Tebe.
Dopo la sconfitta ateniese ad Oropo, Callistrato fu costretto all'esilio, per poi essere giustiziato nel 355 a.C., appena rimpatriato.